# The Four Tops
The Four Tops — американський вокальний квартет, в репертуарі якого є твори в стилях ду-воп, джаз, соул, ритм-н-блюз, диско, мюзикл.

## Історія гурту

### Ранні роки
Всі чотири учасники разом почали свою музичну кар'єру в Детройті ще будучи школярами старших класів. На прохання друзів учні Першінгської школи Леві Стаббс і Абдул «Дюк» Факір разом з хлопцями з Північної школи Ріналдо «Обі» Бенсоном і Лоренсом Пейтон виступили на дні народження. Хлопці вирішили продовжувати виступати разом і стали називати себе The Four Aims. За допомогою двоюрідного брата Пейтона, Роквела Девіса, цілі підписали контракт з Chess Records в 1956 році, і щоб їх не плутали з групою The Ames Brothers, взяли собі нову назву — The Four Tops. Наступні сім років роботи на шахи, Red Top, Riverside Records і Columbia Records успіху їм не принесли. У їх репертуарі зовсім не було хітів. Група часто гастролювала, відточуючи свою майстерність на сцені, доводячи його до досконалості. У 1963 році Беррі Горді (молодший), який наприкінці 50-х разом з Роквел Девісом писав пісні, переконав Four Tops поповнити ряди його зростаючої компанії Motown.

### Початок роботи в Motown
На самому початку своєї моутаунскої кар'єри Four Tops записували джазові стандарти під лейблом дочірньої компанії, а в інший час працювали бек-вокалістами на записах моутаунських хітів таких як «Біжи, біжи, біжи» групи The Supremes і «My Baby Loves Me» групи Марфи Рівз і Vandellas.
У 1964 колектив моутанських складачів пісень, брати Холланд і Дозье, написали інструментальну композицію і спочатку не знали як нею скористатися. Потім прийшла ідея зробити з цього матеріалу поп-пісню для The Four Tops в дусі модних тоді течій. З цієї затії вийшла пісня «Baby I Need Your Loving». Коли вона вийшла в середині 1964 року народження, то зайняла в США 11-е місце в поп-чартах Billboard. Однак на радіостанціях, які задають тон у музиці, ключових американських ринків, це пісня виявилася ще популярнішим. «Дитячі I Need Your Loving» впевнено тримала 10-е місце і на WMCA в Нью-Йорку і на WKNR в Детройті. За передачами цих радіостанцій стежили слухачі всієї країни, оскільки вони представляли нові пісні і нових виконавців. Після успіху синглу вершинах відійшли від джазу і стали записувати пісні в тому ж ключі що і «Baby I Need Your Loving.» Наступний хіт «Без кого ти любиш (не варто Життя)» відокремили від поп і ритм-н-блюзового топ-40 всього три позиції.
У початку 1965 роки вийшла пісня «Запитайте Одиноку», яка увійшла в топ-30 поп чарту і в найкращу десятку ритм-н-блюзових хітів. З цього моменту справи у «верхівки» пішли в гору.

### Успіх
Записом у червні 1965 свого першого хіта номер один «Я не можу нічого з собою вдіяти», який згодом багато разів Перезаписувати і перевидавався, «The Four Tops» поклали початок цілої серії успішних синглів. У найкращу десятку потрапили «Це ж стара пісня», «Дещо про вас», «Shake Me, Wake Me (коли все закінчиться)».

## Дискографія
Альбоми
Випуски під лейблом Motown
- 1964: Four Tops (UK #2)
- 1965: Four Tops' Second Album (US #20)
- 1966: Four Tops Live! (US #17; UK #4)
- 1966: On Top (UK #9)
- 1967: Four Tops' Hits (UK #1)
- 1967: Reach Out (US #14; UK #6)
- 1968: Yesterday's Dreams
- 1968: Four Tops' Greatest Hits (UK #1)
- 1969: The Four Tops Now
- 1969: Soul Spin
- 1970: Still Waters Run Deep (US #21)
- 1970: Changing Times
- 1970: The Magnificent 7 (with The Supremes)
- 1971: The Return of the Magnificent 7 (with The Supremes)
- 1971: Dynamite! (with the Supremes)
- 1971: Mac Arthur Park
- 1972: Nature Planned It

Випуски під лейблом ABC
- 1972: Keeper of the Castle (US #33)
- 1973: Main Street People
- 1974: Meeting the Minds
- 1974: Live & in Concert
- 1975: Night Lights Harmony
- 1976: Catfish
- 1977: The Show Must Go On
- 1978: At The Top

Випуски під лейблом Casablanca
- 1981: Tonight! (US #37)
- 1982: One More Mountain

Випуски під лейблом Motown
- 1983: Back where I belong
- 1985: Magic
- 1986: Hot Nights (unreleased)
- 1999: Lost & Found: Breaking Through

Випуски під лейблом Arista
- 1988: Indestructible

DVD-диски
- The Four Tops Reach Out: Definitive DVD Motown/Universal (2008)
- The Four Tops: From the Heart: The 50th Anniversary Concert
- The Four Tops: Live at The MGM Grand: 40th Anniversary Special (1996)
- The Four Tops: (semi- documentary /concert rehearsal- recorded live for French TV,1971) 2004.